# Дойкова къща
Дойковата къща или Думовата къща (на гръцки: Αρχοντικό Δόϊκου, Αρχοντικό Δούμα) е възрожденска къща в град Костур, Гърция.

## Местоположение
Къщата е разположена в южната традиционна махала Долца (Долцо) под Делидиневата и над Скутаревата къща.

## История
Построена е в края на XIX век. В 1965 година е обявена за паметник на културата.